# Анін (мова)
Анін — мова, що належить до нігеро-конголезької макросімʼї, сімʼї ква. Поширена в Кот-дʼІвуарі (райони Лак, Занзан, Комое, Лаґюн) та Гані (Західна область). В Кот-дʼІвуарі виходять радіопередачі.

## Писемність
Мова анін користується латинським письмом. В Кот-дʼІвуарі абетка має наступний вигляд.
| A a      | B b | C c  | D d | E e | Ɛ ɛ | F f | G g | Gb gb | H h |
| -------- | --- | ---- | --- | --- | --- | --- | --- | ----- | --- |
| /a/, /ə/ | /b/ | /t͡ʃ/ | /d/ | /e/ | /ɛ/ | /f/ | /g/ | /ɡ͡b/  | /h/ |

| Hy hy | I i | Ɩ ɩ | J j  | K k | Kp kp | L l | M m | N n | Nw nw |
| ----- | --- | --- | ---- | --- | ----- | --- | --- | --- | ----- |
| /ç/   | /i/ | /ɪ/ | /d͡ʒ/ | /k/ | /k͡p/  | /l/ | /m/ | /n/ | /ŋʷ/  |

| Ny ny | O o | Ɔ ɔ | P p | S s | T t | U u | Ʋ ʋ | V v | W w | Y y | Z z |
| ----- | --- | --- | --- | --- | --- | --- | --- | --- | --- | --- | --- |
| /ɲ/   | /o/ | /ɔ/ | /p/ | /s/ | /t/ | /u/ | /ʊ/ | /v/ | /w/ | /j/ | /z/ |

| Ä ä |
| --- |
| /ə/ |

- Зазвичай звук [ə] позначається буквою a. Але іноді, щоб уточнити значення слова, звук [ə] позначається буквою ä.
- Носові голосні передаються написанням букви n після букви для голосного: an [ã]/[ə̃], än [ə̃], in [ĩ], ɩn [ɪ̃], un [ũ], ʋn [ʊ̃]. Звуки [e], [ɛ], [o], [ɔ] носовими бути не можуть.
- Тони передаються шляхом простановки над буквами для голосних діакритичних знаків: акут (´) — високий тон; циркумфлекс (ˆ) — високий-спадаючий, гачек (ˇ) — низький-зростаючий. Низький тон позначається написанням букв для голосних без перерахованих діакритичних знаків. Тони позначаються лише в деяких словах для уточнення їх значення.